# Blåbärstjärnen, Jämtland
Blåbärstjärnen är en sjö i Krokoms kommun i Jämtland och ingår i Indalsälvens huvudavrinningsområde.